# Студентська вулиця (Київ)
Студе́нтська ву́лиця — вулиця в Шевченківському районі міста Києва, місцевість Лук'янівка. Пролягає від вулиці Січових Стрільців до Пилипівської вулиці. На деяких сучасних мапах продовжена до Глибочицької вулиці.
Прилучається Пилипівський провулок.

## Історія
Вулиця виникла у 1-й половині XIX століття (існують відомості щодо плану її прокладання за 1838 рік), мала назву Дика, від прізвища власника садиби в цій місцевості Диковського (Дикого, Дикова). Його ім'ям на початку XX століття звався також Диковський узвіз (тепер Смородинський узвіз), де була розташована інша садиба цього домовласника. Сучасна назва — з 1938 року (повторна постанова про перейменування — у 1944 році).
У 1912-1917 роках тут розміщувався один з перших стаціонарних стадіонів Російської імперії - Спортивне поле.

## Забудова
На вулиці збереглося кілька старовинних будинків, зведених на початку XX століття.
Будинок № 3 належав технікові шляхів сполучень В. І. Русакову. Автором проекту, ймовірно, був інженер І. Мацнєв (Мацнув), який працював у Службі рухомого складу тяги і майстерень Управління Південно-Західної залізниці. Двоповерховий будинок зведений у 1911 році у стилі модерн; є цікавим зразком споруди для власника із середньозабезпечених верств населення.
Будинки № 5 та № 5-А складають садибу початку XX століття. Забудова садиби, яка спершу належала домовласнику П. Ясногурському, велася з 1900 року, коли був зведений головний будинок — двоповерховий, дерев'яний, обкладений цеглою. У 1907 році новим власником садиби став селянин С. Поскрипка, який розширив межі ділянки, перебудував головний будинок та звів у глибині подвір'я флігель. Головний будинок (№ 5) зведений у цегляному стилі з елементами неоренесансу, флігель (№ 5-А) — у модернізованих формах історизму.
Будинок № 7 зведений у 1914 році у стилі модерн, будинок № 11 зведений у 1911 році як прибутковий, будинок № 6 зведений у 1903 році.

## Меморіальні дошки
- буд. № 9 — меморіальна дошка на честь Д. Д. Чауса (1931–1998), заслуженого працівника МВС, керівника Управління охорони при УВС міста Києва, який працював у цій будівлі.
- буд. № 12/14 — меморіальна дошка на честь Д. Ф. Мороза (1905–1992), Героя Соціалістичної Праці, який мешкав у цьому будинку у 1968–1992 роках.

## Установи
- Вища рада юстиції (буд. № 12-А). Будинок був введений в експлуатацію в жовтні 2013 року.
- Управління Державної служби охорони в м. Києві (буд. № 9)

## Зображення

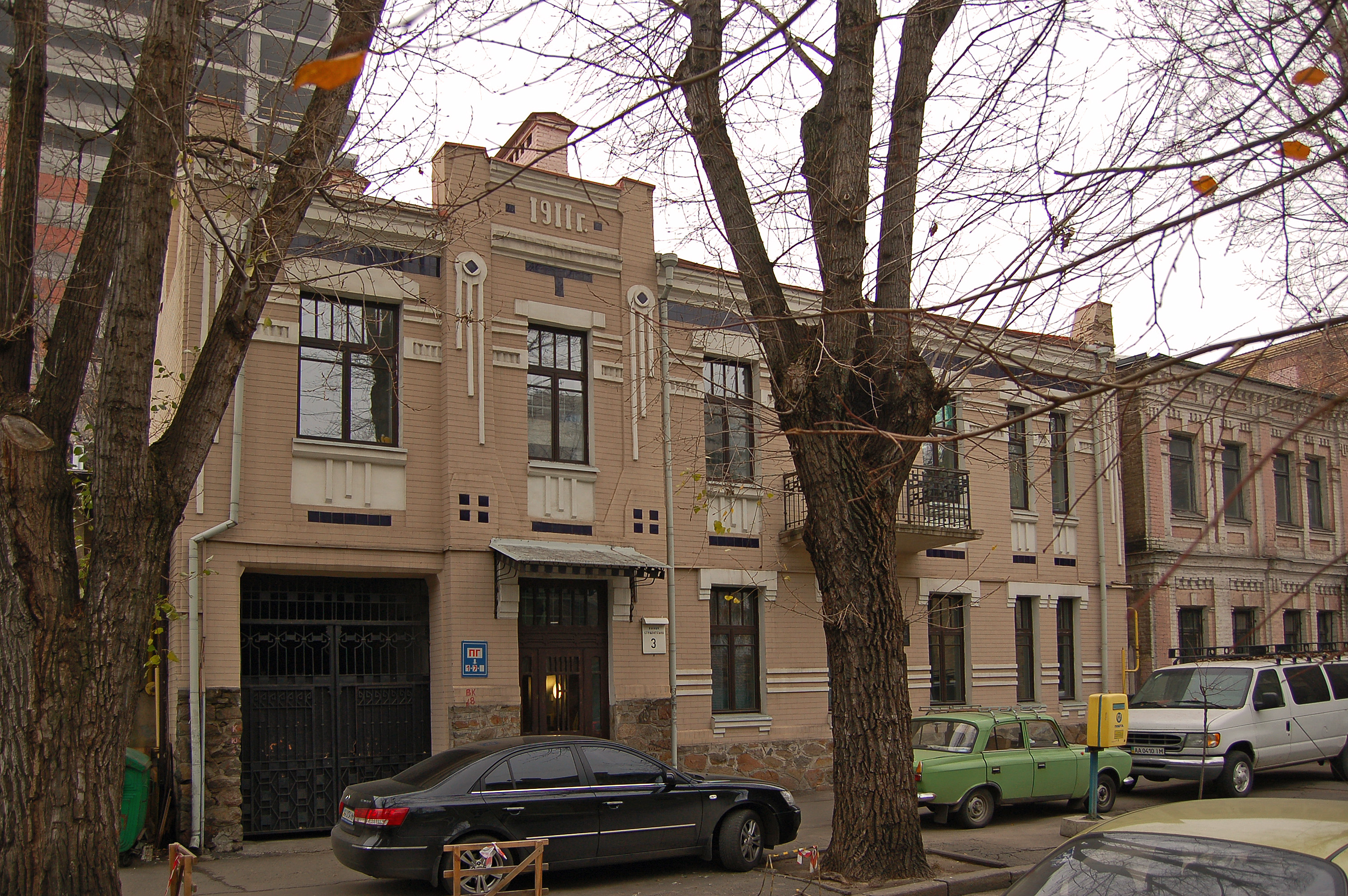
Будинок № 3
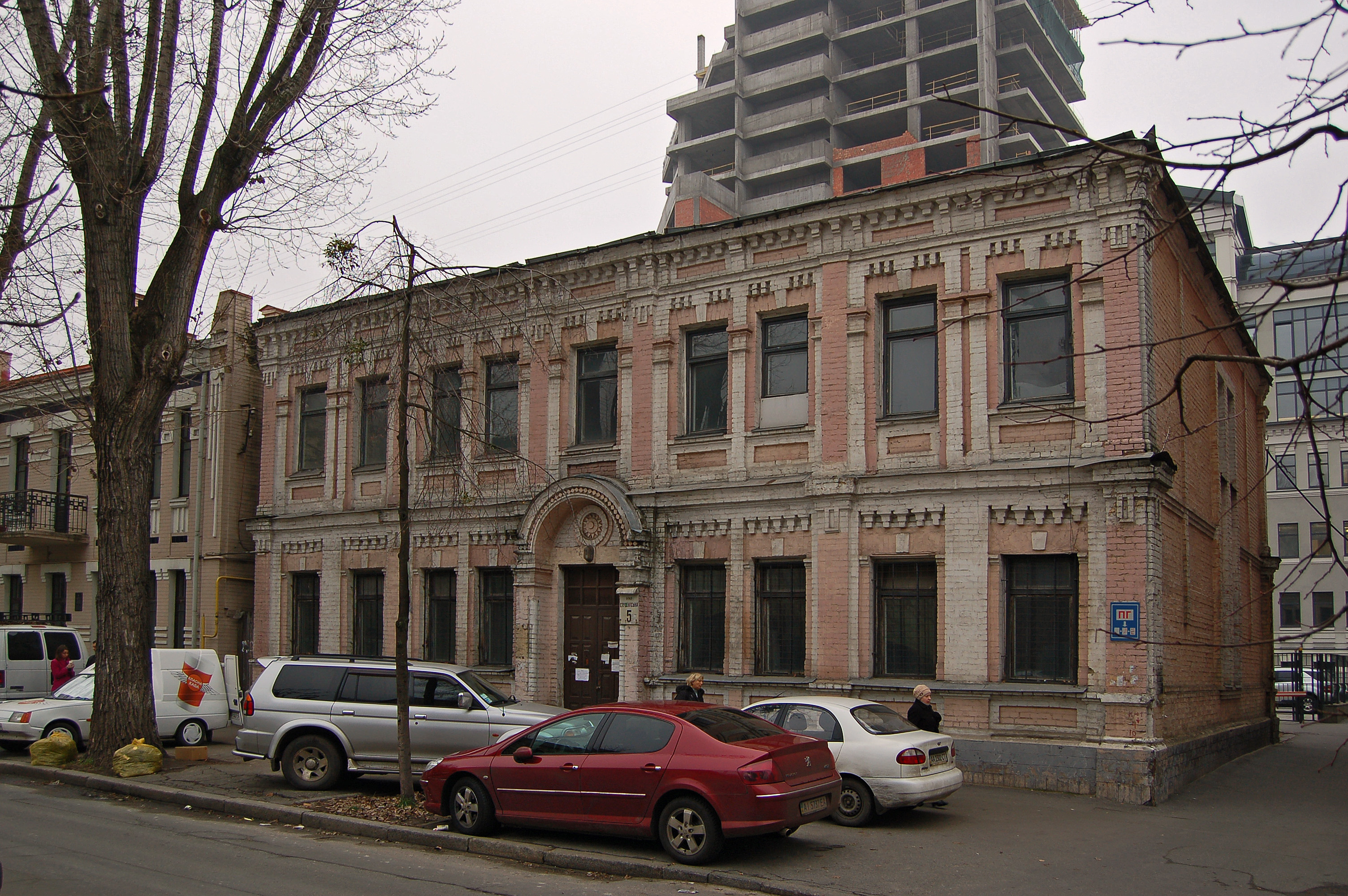
Будинок № 5
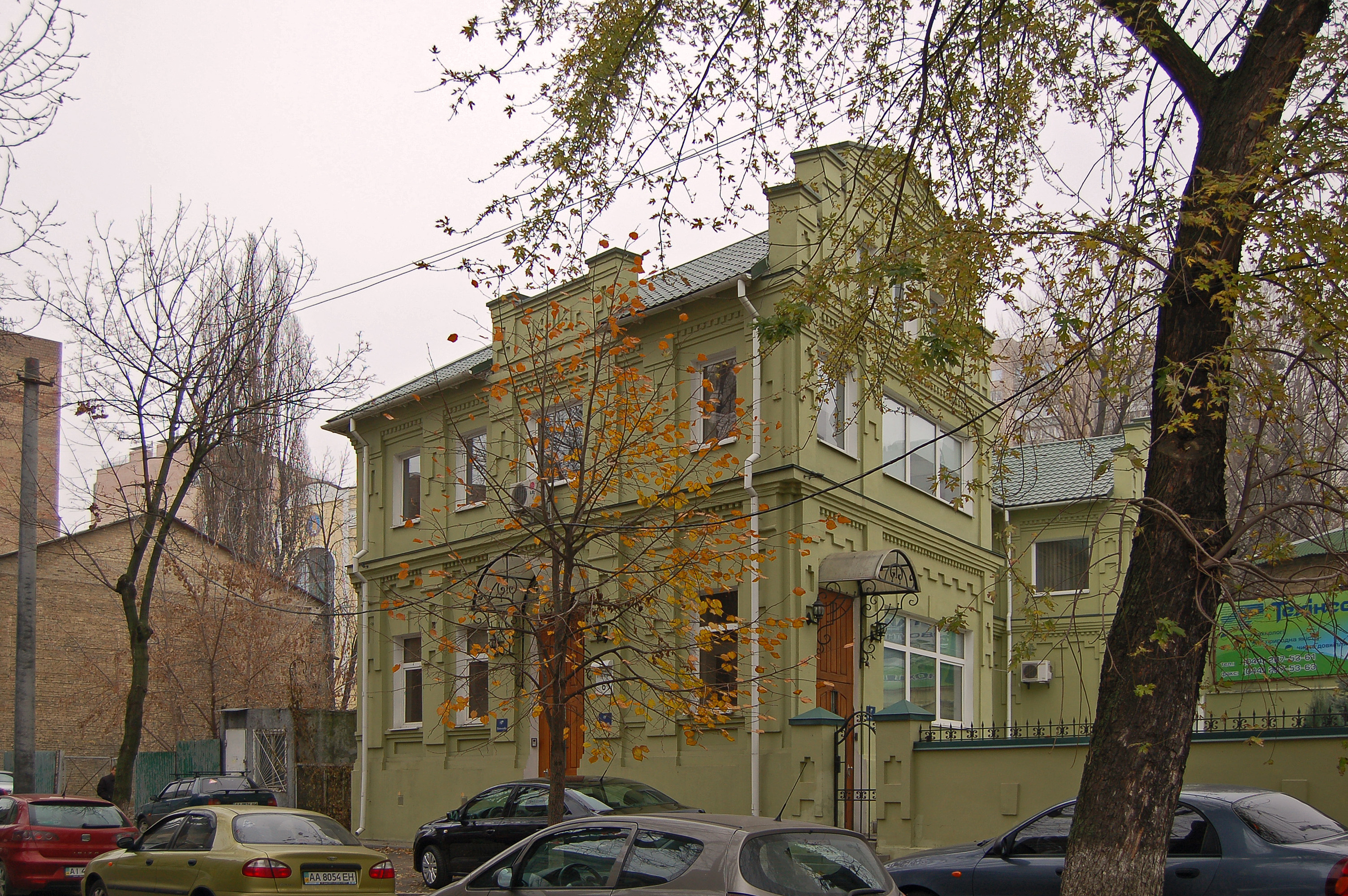
Будинок № 6
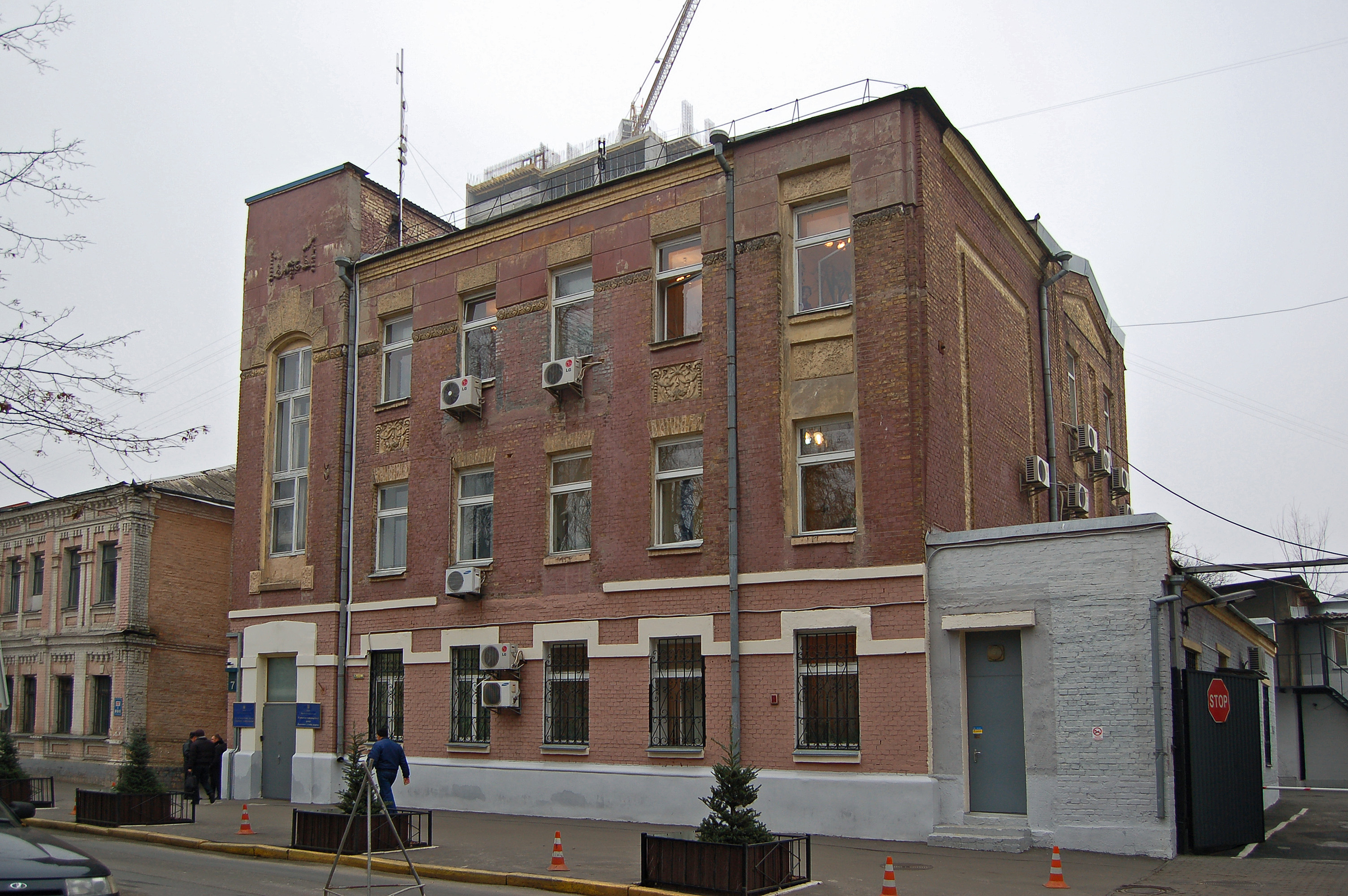
Будинок № 7
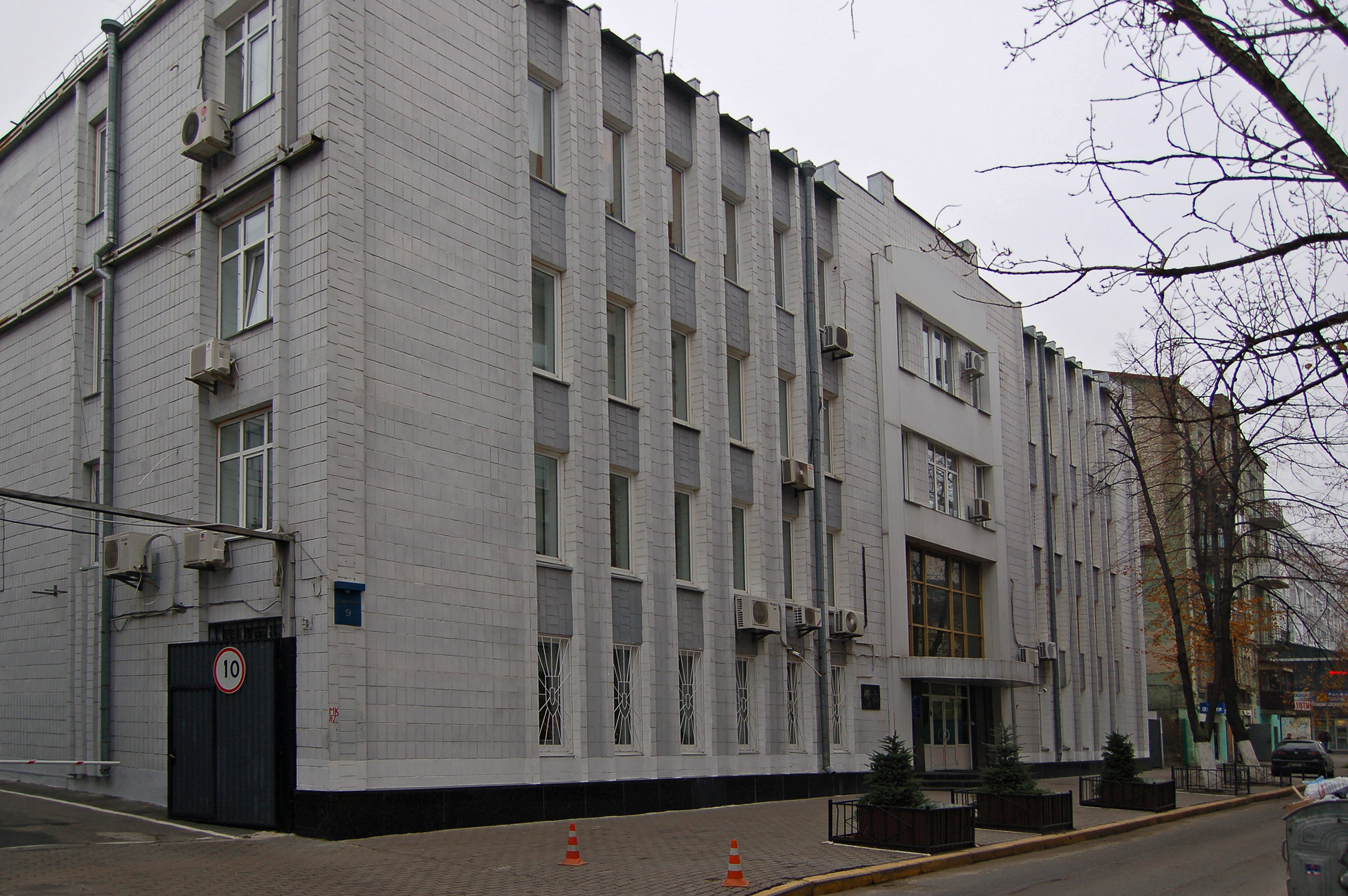
Будинок № 9
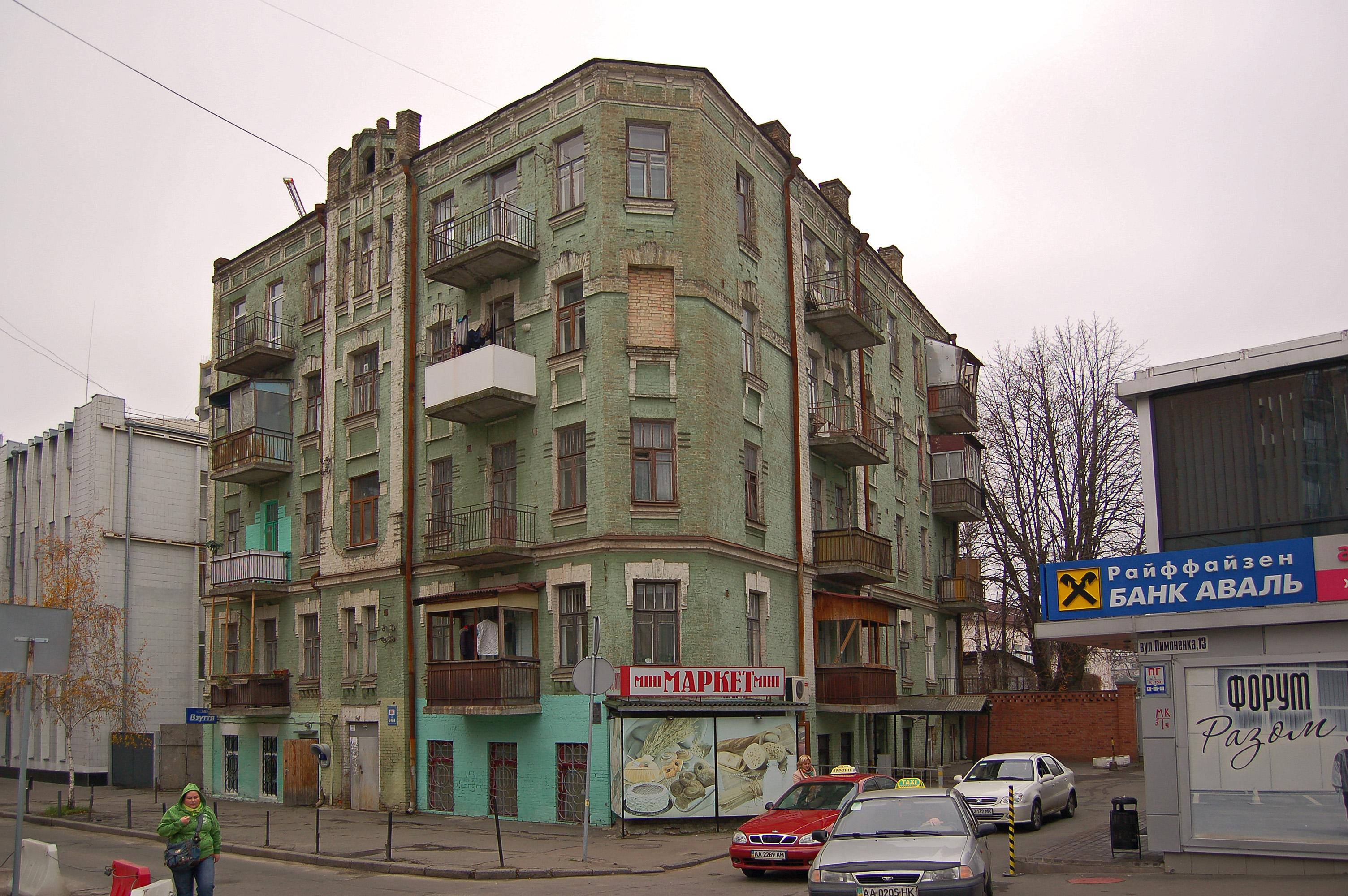
Будинок № 11
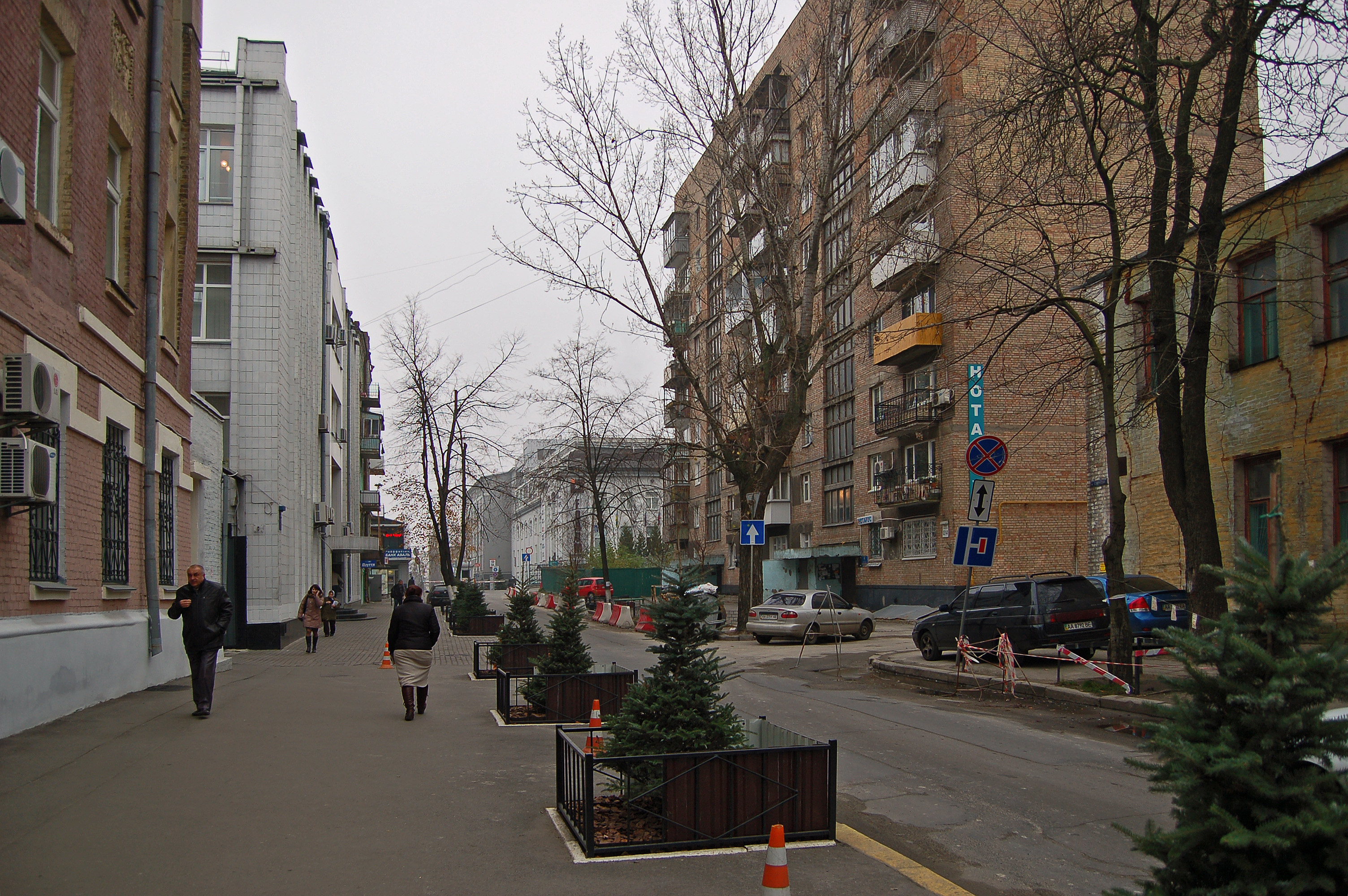
Поблизу перехрестя з Пилипівським провулком

Меморіальна дошка на честь Дмитра Чауса
Меморіальна дошка на честь Дмитра Мороза